# Zvonimir Jakobović
Zvonimir Jakobović (Brčko, BiH, 2. studenog 1937.) je hrvatski fizičar i leksikograf.

## Životopis
U Zagrebu je na Prirodoslovno-matematičkom fakultetu diplomirao eksperimentalnu fiziku, a doktorirao informacijske znanosti na Filozofskom fakultetu; od 1960. radio je na Farmaceutsko-biokemijskom fakultetu, a od 1975. u Leksikografskom zavodu Miroslav Krleža; na današnjem Zdravstvenom veleučilištu predavao je od 1969., te je bio višegodišnji pročelnik Katedre za fiziku. 
Bavio se zaštitom od zračenja, elektrokomunikacijama i mjeriteljstvom, bio je glavni urednik ili autor više leksikografskih i popularnoznanstvenih djela te udžbenika, među kojima su Uvod u radioamaterizam (7 izdanja, 1979–86), Leksikon mjernih jedinica (4 izdanja, 1981–2008), Ionizirajuće zračenje i čovjek (1991), Tehnički leksikon (2007), Leksikon mjernih veličina (2009). Bio je predsjednik Hrvatskoga radioamaterskoga saveza (1992–95), pokrenuo je časopis Radio HRS i bio mu glavni urednik (1992–2007). 
Dobitnik je Državne nagrade tehničke kulture »Faust Vrančić« za životno djelo (2007).